# Kaple Nanebevzetí Panny Marie (Božanov)
Kaple Nanebevzetí Panny Marie (také kaple Panny Marie Lourdské) se nachází na území obce Božanov na východ od obce asi 2 km od polských hranic. Náleží pod farnost Broumov, Náchodský vikariát, biskupství královéhradecké. Společně s křížovou cestou je poutní areál od roku 2024 chráněn jako kulturní památka.

## Popis
Poutní kaple byla postavena v roce 1890. V polovině měsíce srpna (po 15.) se konají poutě k této kapli. Kaple byla obnovena v roce 1986. V její blízkosti se nachází křížová cesta. Pod kaplí je Mariánská studánka. Od kaple vedou schody ke studánce.

## Architektura
Novobarokní kaple je jednolodní zděná stavba na obdélníkovém půdorysu. V průčelí po stranách vchodu jsou niky s plastikami světců svatého Pavla a svatého Petra. Nad vchodem je volutový štít s nikou, ve které je soška Panny Marie. Na sedlové střeše se nachází věžička.

## Galerie

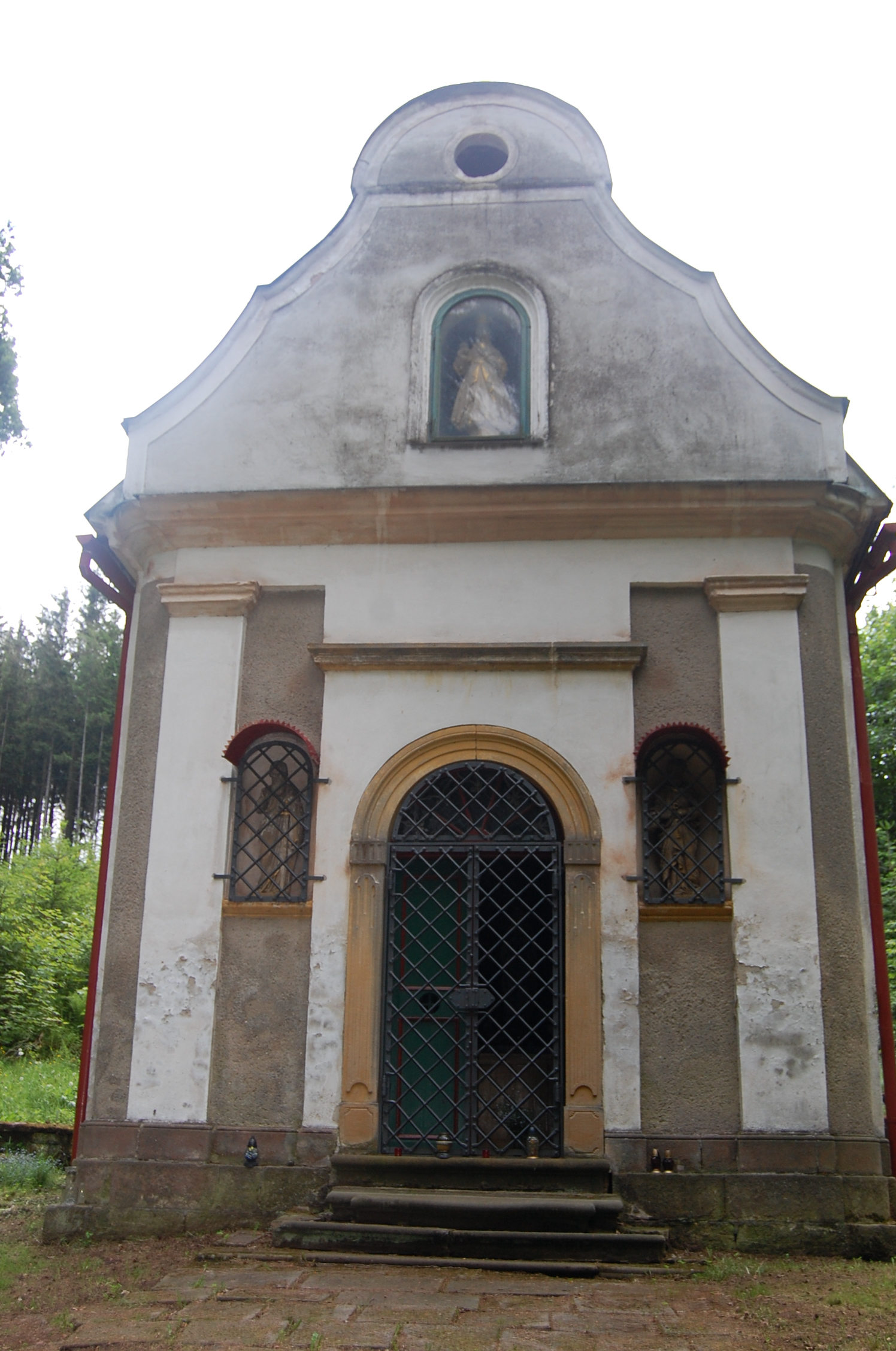
Kaple
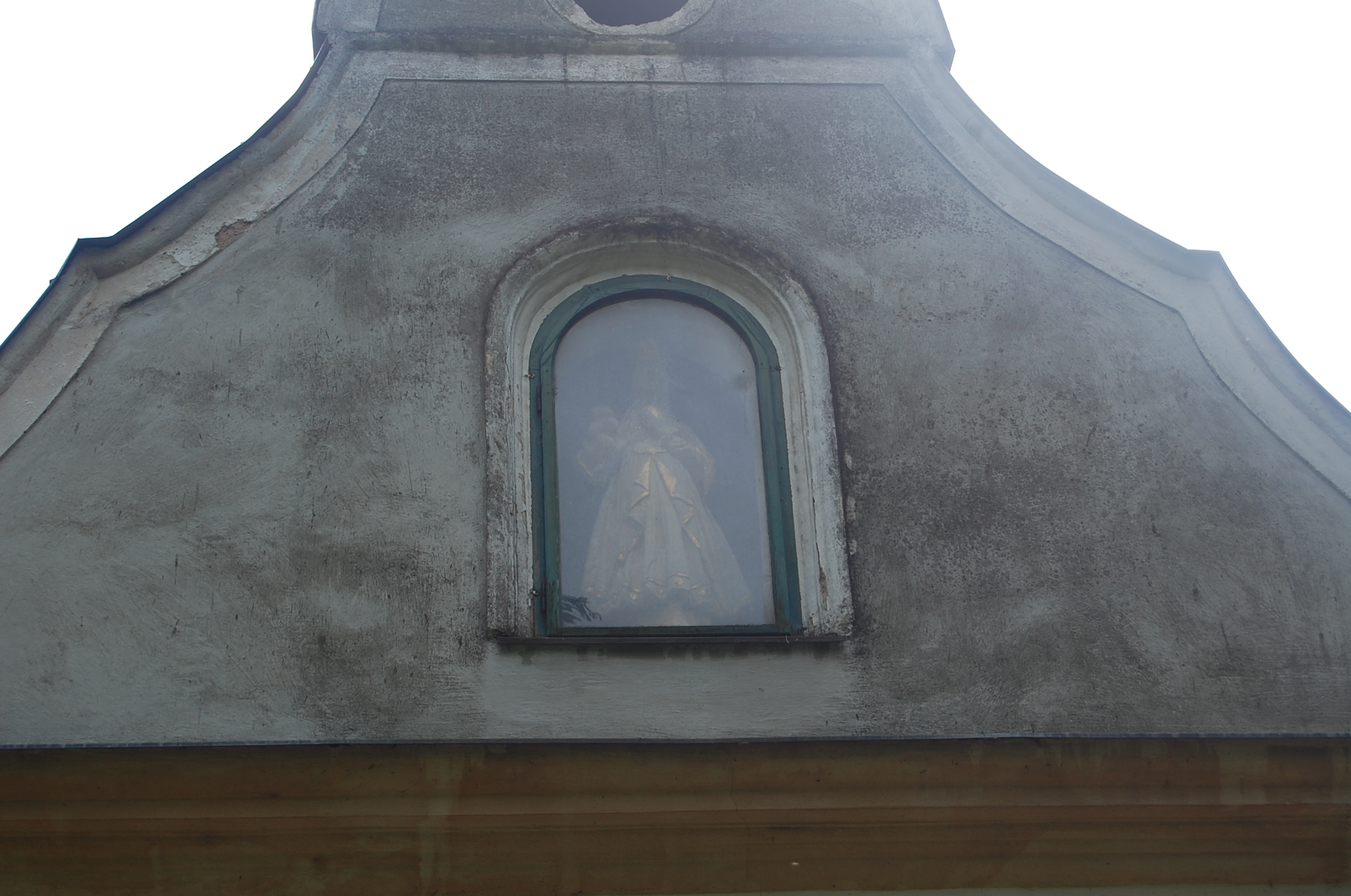
Štít s nikou a Pannou Marií
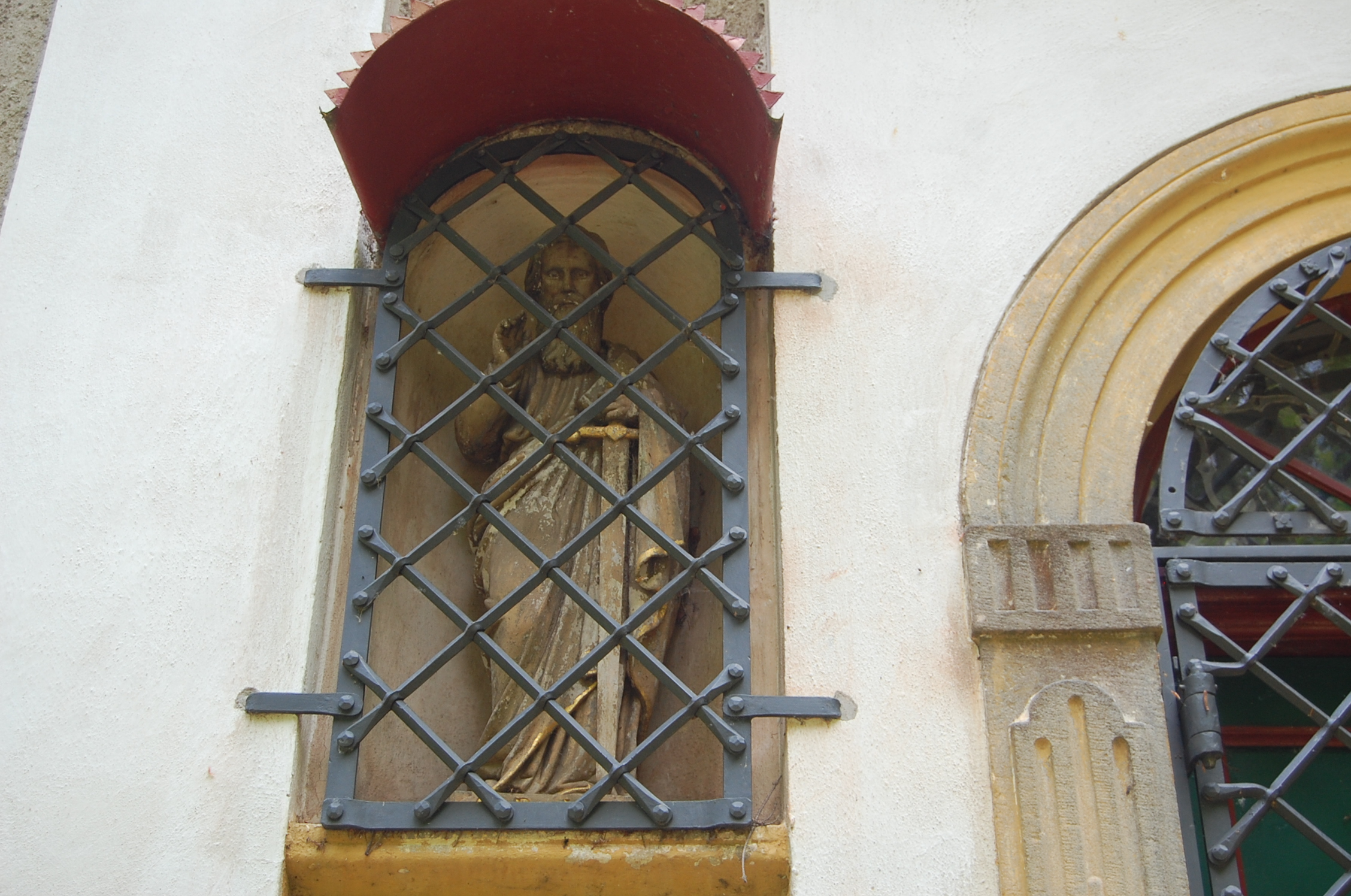
Svatý Pavel
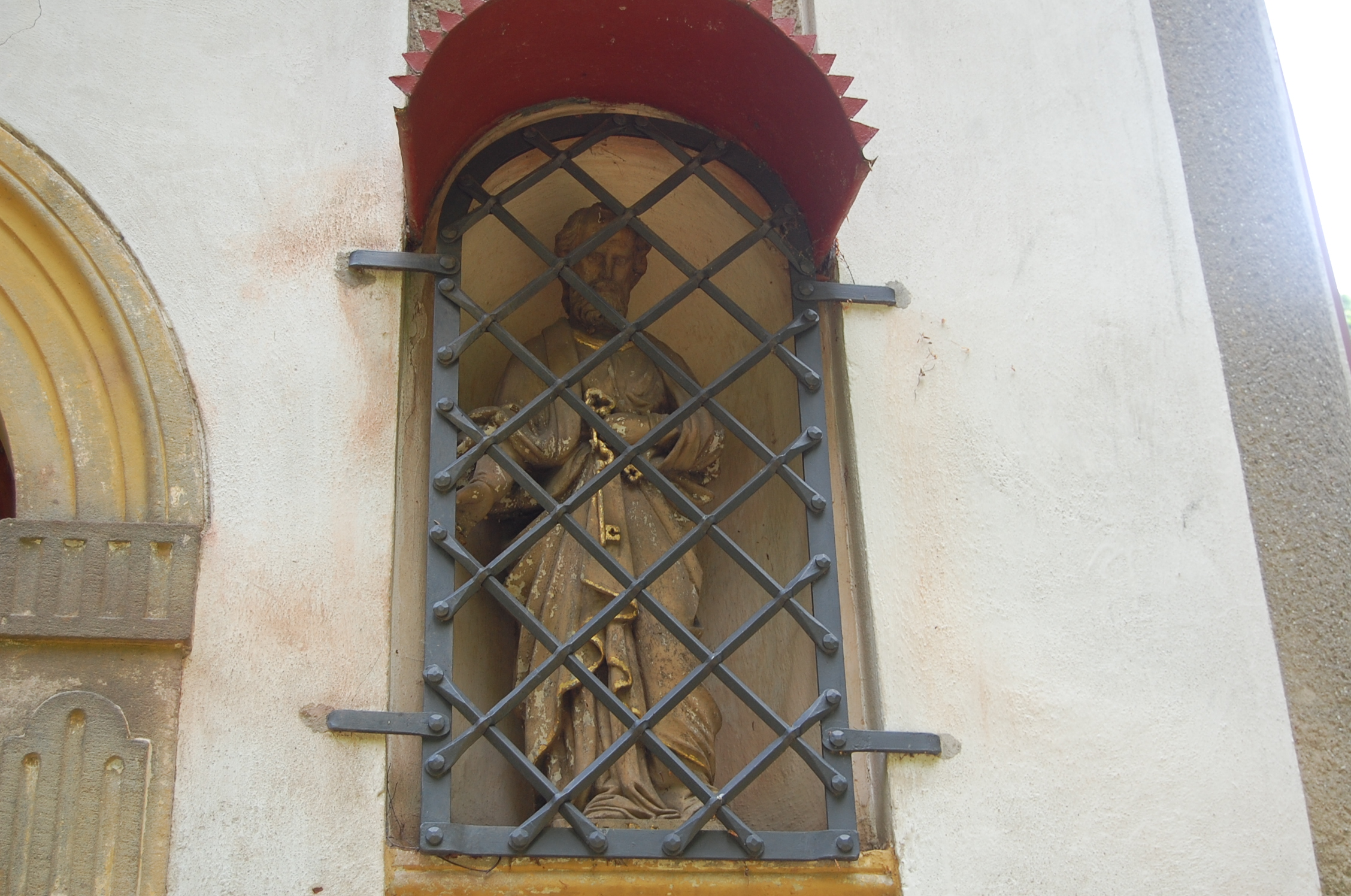
Svatý Josef
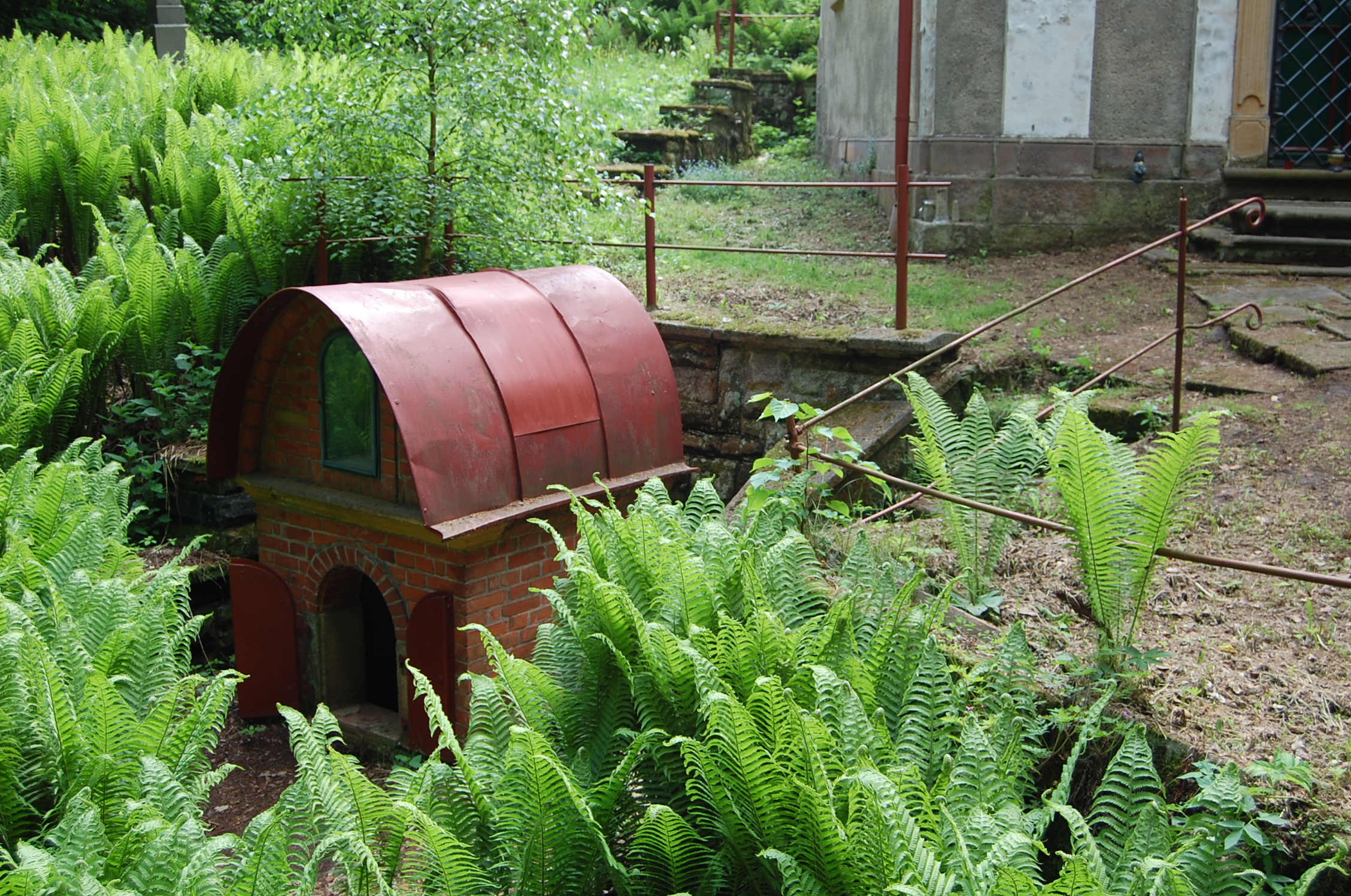
Mariánská studánka
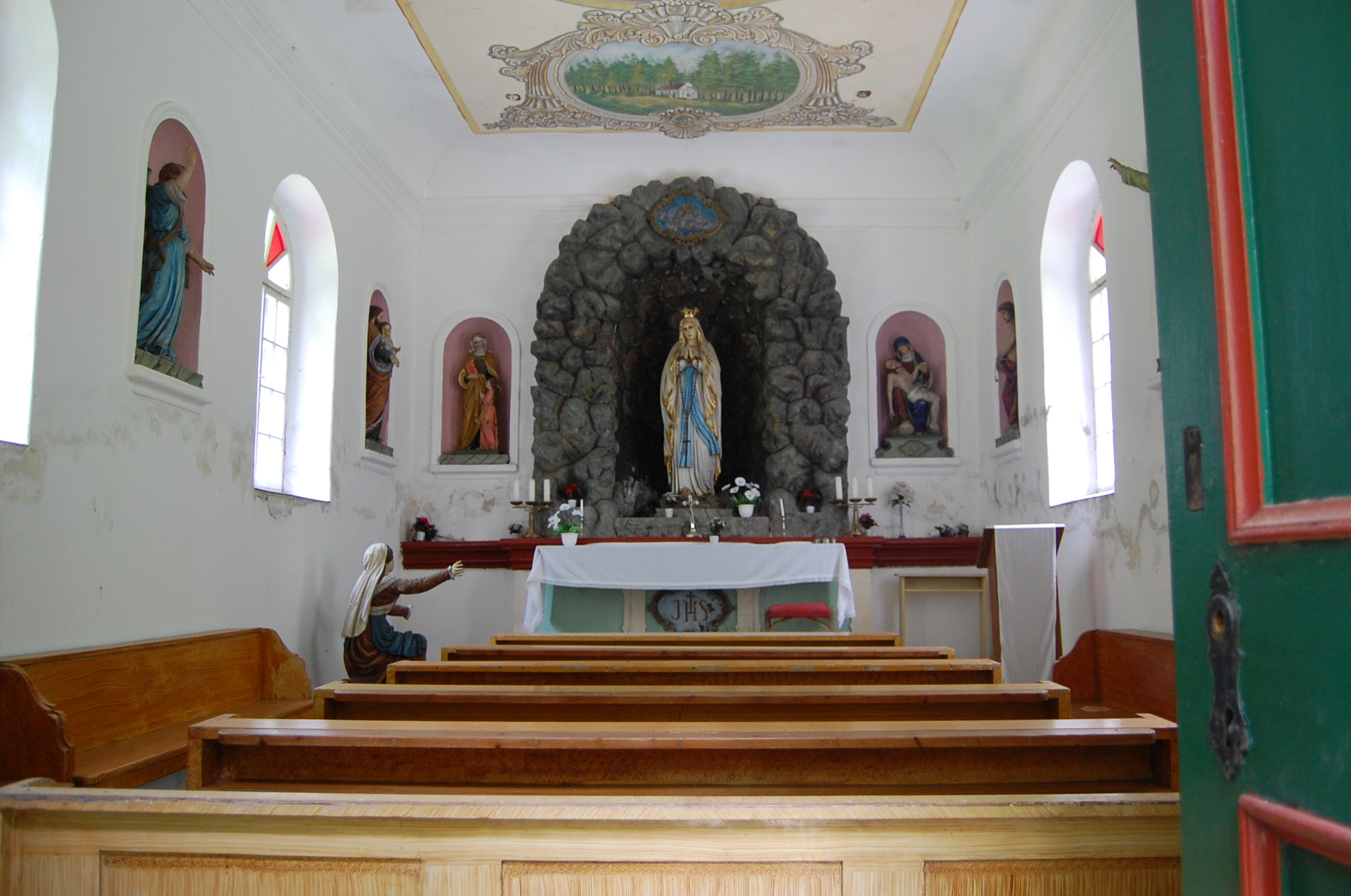
Interiér
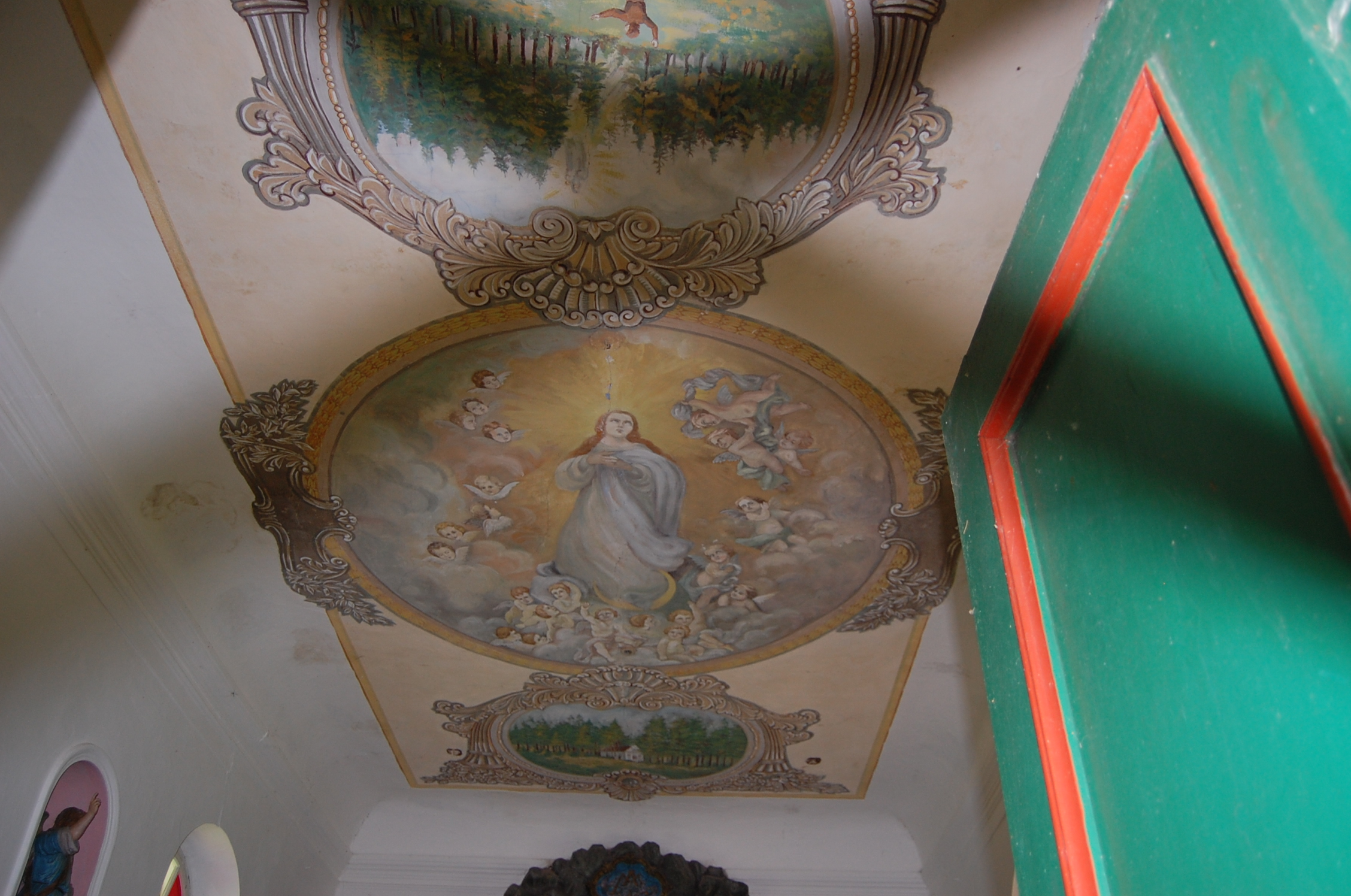
Stropní malby